# Tisza Kálmán-kormány

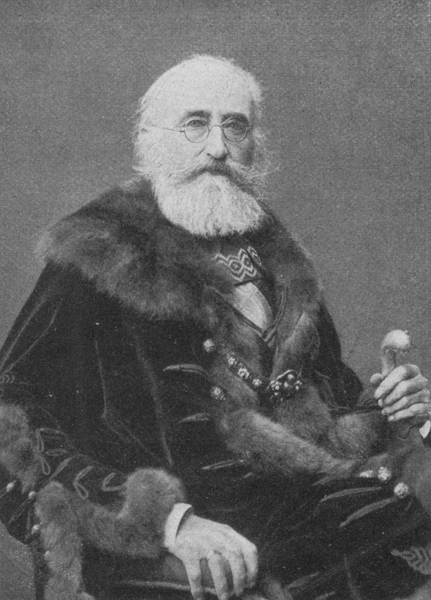
Tisza Kálmán 1900 körül

A Tisza Kálmán-kormány Magyarország kiegyezés utáni hatodik kormánya volt, ami azóta is a leghosszabb ideig volt hatalmon 1875 ősze és 1890 tavasza között, azaz közel tizennégy és fél évig. Vezetője a vaskezű miniszterelnök, Tisza Kálmán volt; irányítása alatt épült ki a kapitalizmus intézményi és jogi rendszere, került átfogó megreformálásra a büntető törvénykönyv és a polgári törvénykönyv, alakult újjá a csendőrség, indult, vagy készült el rengeteg, később a teljes dualizmus-kori Magyarországgal azonosított óriásberuházás, mint a folyószabályozások (pl. Vaskapu-szoros), vasútépítések, Szeged teljes újjáépítése a nagy árvíz után vagy épp az Országház ötlete a pályáztatástól a tervek kiválasztásán át az építkezés megkezdéséig.
Ugyancsak a Tisza Kálmán-kormány érdeme a Magyar Királyság történetének egyik legátfogóbb közigazgatási reformja rögtön első hivatali évében, melynek keretében az 1876-os vármegyerendezés során az ország teljes területét (elsőre) 65 vármegyébe szervezték át, felszámolva minden korábbi (szék, kerület, mezőváros, vidék, szabad királyi város stb.) közigazgatási egységet, formát és szokást, egyúttal egységesítve is őket. A közigazgatási reformok átfogó, meghatározó részét végül 1881-ben zárták le, ekkor alakítva ki és egyben véglegesítve a 63 vármegye, plusz a magyar tengermellék (azaz Fiume) monarchia bukásáig fennálló rendszerét. (Utóbbi sem akkor, sem később nem lett soha vármegye)
Nemzetiségi politikája a magyarosításban foglalható össze, kísérletet tett a nemzetiségek kiszorítására a politikai életből és a közigazgatásból, az ő idejében elfogadott iskolatörvények is ebbe az irányba mutattak.

## Története

### Előzmények
A Tisza-kormány az 1875-ös választások előtt az addig kormányzó Deák Párt és az ellenzéki (Tisza által vezetett) Balközép Párt fúziójából (1875. március 1.) frissen alakult Szabadelvű Pártból került ki.
A Szabadelvű Párt óriási fölénnyel, a parlamenti helyek 80,43%-át megszerezve győzött az 1875-ös választásokon. A kormányalakítással megbízott Wenckheim Béla ennek ellenére még abban az évben, 1875. október 20-ai hatállyal lemondott posztjáról, amivel kormánya is „távozott” megnyitva az utat a párt elnöke, Tisza Kálmán előtt.

### A kormány intézkedései
Tisza elsődleges feladatának az ország zavaros pénzügyi helyzetének rendezését, valamint az újonnan alakult Szabadelvű Párt megszilárdítását tűzte ki céljául. Kormánya alakulásakor megegyezett a Wenckheim-kormánnyal, a különbség pusztán annyi volt, hogy belügyminiszteri posztja mellett miniszterelnök is lett, illetve Wenckheim megtartotta király személye körüli tárcát, amit saját kormányában a miniszterelnökséggel párhuzamban vitt.
Noha Tisza politikájában mindvégig a kompromisszumok embere volt és mindenkivel próbált ki- vagy megegyezni, párttársaitól vasfegyelmet követelt és igyekezett mindent és mindenkit a lehető legszigorúbb kontroll és irányítás alatt tartani (innét ered gúnyneve is, a „generális”). Erre egy jellemző példa, hogy a belügyminiszteri tisztséget (ami máig a miniszterelnök után az egyik, ha nem a legfontosabb tisztség) regnálása tizennégy és fél évéből tizenháromban maga látta el.
Vezetése alatt Magyarország addig soha sem látott általános fejlődésnek indult (különösen Budapest), ő teremtette meg a kapitalizmus intézményes és jogi kereteit is, ugyanakkor számtalan feudális csökevényt nem sikerült felszámolnia, amik egy része még az 1930-as években is sújtották az országot.

Magyarország és Horvátország vármegyéi 1881 és 1918 között

Első intézkedései egyikeként, 1876-ban került sor a történelmi Magyarország átfogó közigazgatási újraszervezésére; az 1876-os vármegyerendezés során az ország teljes területét (elsőre) 65 vármegyébe szervezték át, felszámolva minden korábbi (szék, kerület, mezőváros, vidék, szabad királyi város stb.) közigazgatási egységet, formát és szokást, egyúttal egységesítve is őket. A közigazgatási reformok átfogó, meghatározó részét végül 1881-ben zárták le, ekkor alakítva ki és egyben véglegesítve a 63 vármegye, plusz a magyar tengermellék (azaz Fiume) rendszerét. (Utóbbi később sem lett soha vármegye)
A közigazgatási reform Királyföld addigi kvázi-egységének felszabdalásával és határai megszüntetésével (gyakorlatilag az erdélyi szászok területi és kulturális autonómiájának felszámolásával) kiváltotta a német ajkú lakosság haragját, egyúttal pedig beindította önálló politikai mozgalmukat, ami a Szász Néppárt megalakításában csúcsosodott ki.
A kiegyezés értelmében tíz évente kötelezően megújítandó osztrák-magyar gazdasági kiegyezés körüli parázs viták miatt Simonyi Lajos addigi földmívelés-, ipar-, és kereskedelemügyi miniszter 1876. augusztus 21-én lemondott és az őt követőkkel, illetve a még korábban (többnyire tavasszal) kilépett képviselőkkel, összesen mintegy 70-en megszervezték a Függetlenségi Pártot. Az ekkoriban zajlott viták indulatosságát jól jellemezte, hogy egy ízben, 1877. február 7-én Tisza a lemondását is benyújtotta, amit a király el is fogadott, azonban február 25-én végül mégis megegyezés született és a miniszterelnök kormányával együtt a helyén maradt.
A kompromisszum létrejötte után a korábbinál kedvezőtlenebb feltételekkel újította meg a kormány a gazdasági kiegyezést, ami, kiegészülve a berlini kongresszus értelmében Bosznia-Hercegovina megszállásával újra belső ellentéteket szült és szakadáshoz vezetett. A távozó, de aktív politikusok Szilágyi Dezső vezetésével a pártot korábban elhagyókkal (Függetlenségi Párt), illetve még a Deák Párt és a Balközép Párt fúziójakor főleg a Deák Pártból kiváltak egy részével (a Jobboldali Ellenzékkel) egyesülve Egyesült Ellenzék néven új formációt alakítottak az Országgyűlésben. Ezt nem sokkal később Mérsékelt Ellenzék néven országos párttá szervezték.
A kormány hatalma a rengeteg (száz körüli, vagy talán több is) távozó képviselő ellenére sem ingott meg különösebben, mivel az 1875-ös választásokon a mandátumok 80,43%-át, azaz 333 helyet söpörtek be a 414-ből, vagyis az abszolút többségük így is megmaradt.
Nagyjából a kialakult helyzetet tükrözték le az 1878-as választások, ahol 1875-höz képest a párt 94-gyel kevesebb helyet, azaz 239-et szerzett, de ez még mindig az összes mandátum 57,87%-át, vagyis az abszolút többséget jelentette.

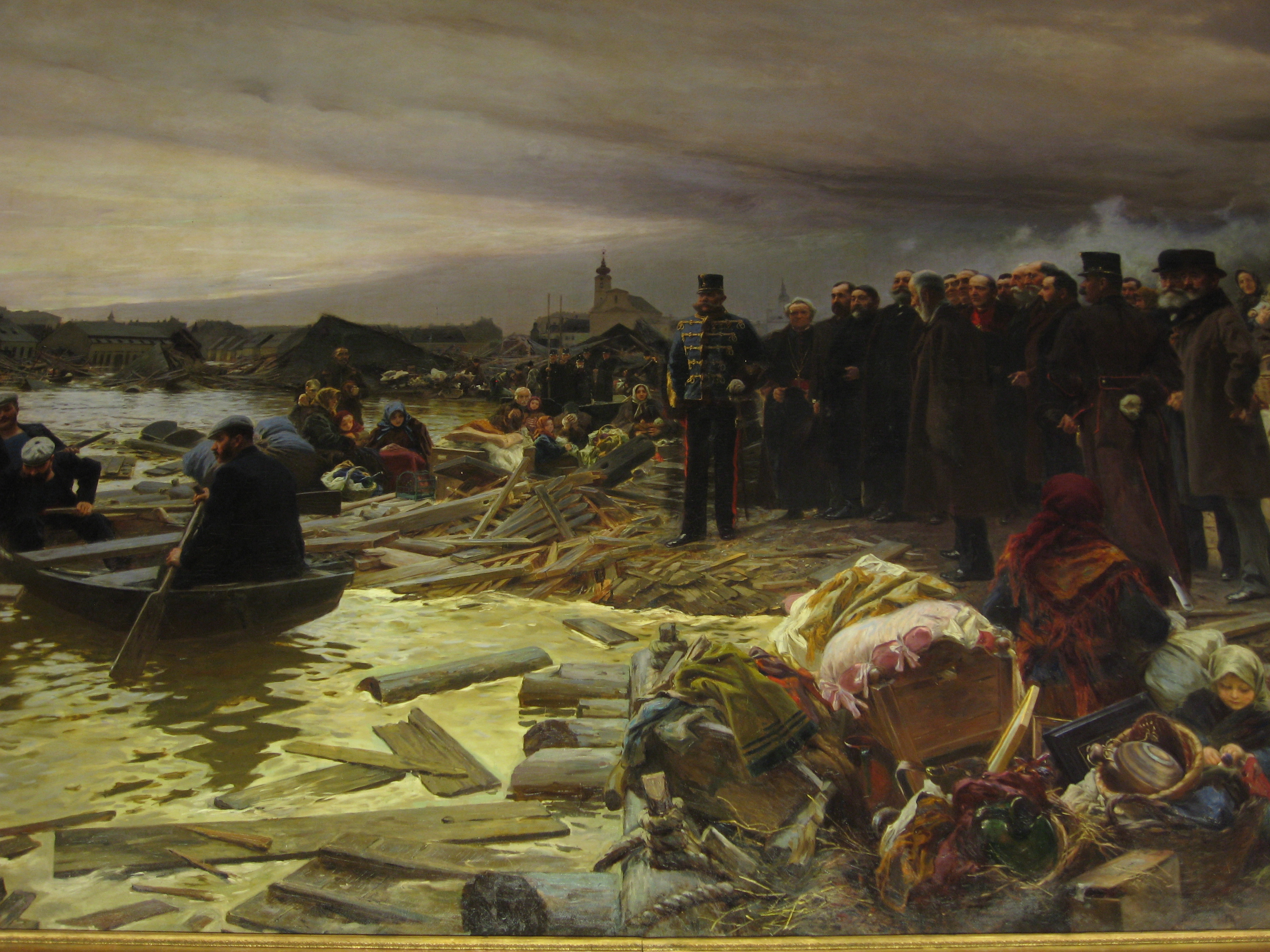
Vágó Pál festménye az 1879-es szegedi nagy árvízről

1878-1879-ben elfogadásra és bevezetésre került a Csemegi-kódex, Magyarország első magyar nyelvű büntető törvénykönyve. Tartalmát ugyan sok kritika érte, mégis akkora előrelépésnek számított, hogy az általános része 1951-ig, különös része pedig egészen 1962-ig maradt érvényben és még ekkor is csak politikai megfontolásból cserélték le a részeket egy szovjet mintára megírt büntető törvénykönyvre.

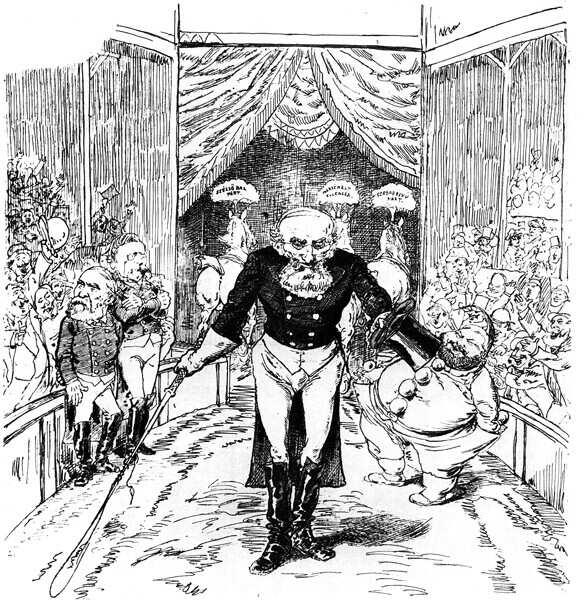
Karikatúra Tisza parlamenti módszereiről (1880-as évek)

Az 1879-es szegedi nagy árvíz okozta katasztrófát is sikerrel kezelte a kormány, az újjáépítésre Tisza saját öccsét, a hozzá hasonlóan szigorú Tisza Lajost nevezte ki kormánybiztosi minőségben az árvizet követő egy hónapon belül. Tisza Lajos az újjáépítést bátyjához hasonló szigorral irányította; az általa alkalmazott Lechner Lajos építész vezetésével 1883-ra a kor legmodernebb módszereit és elgondolásait alkalmazva teljesen újjáépítették Szegedet, kialakítva annak mai arculatát, jellegét.
1880-ban a további közigazgatási reformok körüli viták hevében Grünwald Béla, a Szabadelvű Párt egyik legnagyobb tekintélyű jogász képviselője is kilépett és a Mérsékelt Ellenzékhez csatlakozott.
1881 mozgalmas év volt; kiírták a tervpályázatot egy parlament megépítésére (ez lett a mai Országház), valamint elfogadták a csendőrség 1882. január elsejei felállításához szükséges törvényeket. Lezárták a közigazgatási vitákat és még ebben az évben egyesítették a felvidéki Abaúj és Torna, valamint az erdélyi Krassó és Szörény vármegyéket értelemszerűen Abaúj-Torna vármegye és Krassó-Szörény vármegye néven, kialakítva a monarchia bukásáig fennálló 63 vármegyéből plusz a magyar tengermellékből (Fiume) álló közigazgatási rendszert.
Az 1881-es választásokon a kormánypárt tovább gyengült, igaz ezúttal csak négy helyet vesztettek a korábbihoz képest, amivel továbbra is abszolút többséget (56,90%) alkottak az Országgyűlésben.
Az 1882–83-ban kibontakozó tiszaeszlári vérváddal kapcsolatban a parlamentben elítélték az antiszemita vádakat, a kormány pedig a karhatalmat is bevetette a kedélyek csillapítására, illetve féken tartására. A per (pontosabban a felmentő ítélet) hatására 1883 végén alakult Országos Antiszemita Párthoz más pártokhoz hasonlóan néhány szabadelvű párti is csatlakozott a parlamentben, illetve azon kívül. Részben az események hatására a kormány 1884-ben kidolgozta, és elfogadtatta a parlamenttel a zsidók és keresztények közötti házasságot engedélyező törvényt.
Tisza Kálmán személyes felfedezettje volt Baross Gábor, akit még 1882-ben küldött nyugat-európai tanulmánykörútra. Miután Baross visszatért, általános meglepetésre 1883. április 10-én a Közmunka-és Közlekedésügyi Minisztérium államtitkárává nevezte ki.

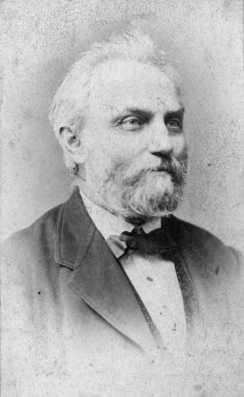
Trefort Ágoston

Trefort Ágoston miniszteri munkája 1883-84-ben ért egyik csúcspontjára, amikor sikerült lefektetnie a középiskolai- és a szakiskolai oktatás törvényeit, valamint a hozzájuk kapcsolódó tanárképzés rendszerét is. Ezek a beiktatásuktól kezdve a dualizmus kori Magyarország középiskolai oktatási alaptörvényei voltak egészen a monarchia összeomlásáig.
Az 1884-es választásokon a Szabadelvű Párt már csak eggyel szerzett kevesebb helyet az előző választáshoz képest, ami azt jelentette, hogy a kormány továbbra is abszolút többséggel (56,52%) rendelkezett a törvényhozásban.
Számos más állami beruházás mellett elkészült a Magyar Állami Operaház is 1884-ben, majd 1885-ben Steindl Imre győztes tervei alapján megindulhatott az Országház, valamint az előtte található Kossuth Lajos tér építése is.
Baross Gábort, miután államtitkárként már bizonyított, Tisza Kálmán 1886-ban Közmunka- és Közlekedésügyi miniszterré nevezte ki kormányába. Baross a Posta megalapításával és beindításával, a vasútépítés látványos előremozdításával és az új, egységes vasúti díjszabás (zónatarifa) bevezetésével bizonyította rátermettségét a feladatra. A berlini kongresszus által Magyarországra hárított feladatot, az al-Duna hajózhatóvá tételét (igaz ehhez már évtizedekkel korábban hozzáláttak és csak több évvel halála után lett kész) is Baross személyéhez szokták kötni, mert miniszteri kinevezése után roppant hatékonyan és sikeresen látott neki a munkaszervezésnek.
A soron következő, 1887-es választások voltak az egyetlen, egyértelműen sikeres választások Tisza számára, mert ekkor az előző háromtól eltérően növelni sikerült a szabadelvű képviselők számát 29-cel 263-ra (63,68%) amivel újra kényelmes többséggel rendelkezett a törvényhozásban.
Tisza politikai ügyességére jellemző példa lehet, hogy 1889 elején visszacsábította a kormánypártba és egyből be is emelte kormányába igazságügy-miniszternek Szilágyi Dezsőt, aki 1878-ban épp miatta hagyta el a szabadelvűeket és szervezte meg a Mérsékelt Ellenzéket. Utóbbiban egyébként Szilágyi kormányhoz távozása miatt jutott karrierje során először vezető szerephez Apponyi Albert.

### Bukása

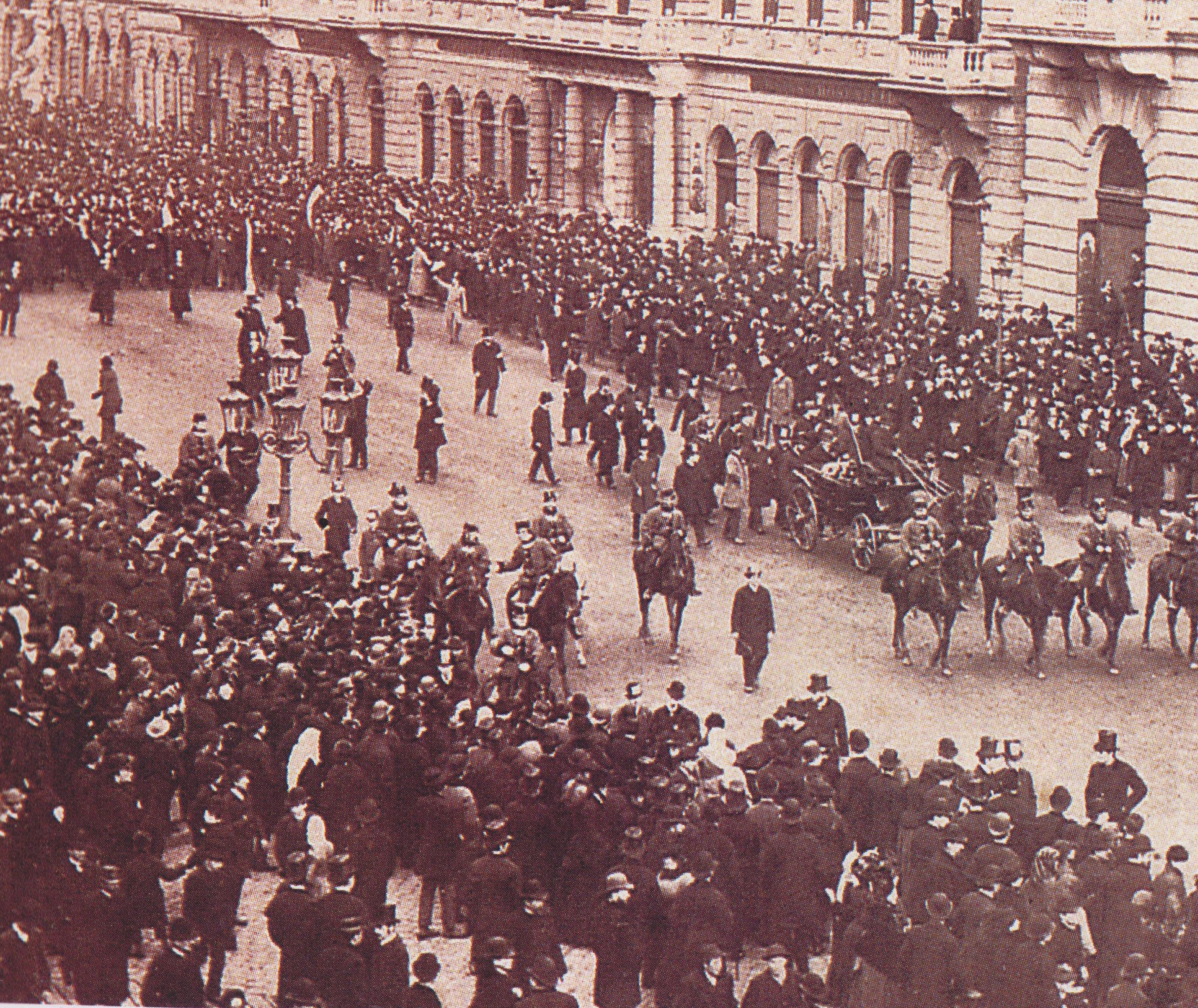
Tüntetés az Andrássy úton a véderő-törvényjavaslat ellen 1889 februárjában

Tisza Kálmán keménykezű és gyakran ellentmondásos kormányzása, sok szövetségesének korruptsága és az 1889. évi véderő-törvényjavaslat – ami az újoncállítás korlátozásán keresztül szuverenitásvesztést jelentett volna Magyarországnak – gyorsan aláásták a tekintélyét. Szintén 1889-ben, annak is a legvégén, december 20-án történt, hogy a még 1879-ben ugyanezen a napon elfogadott állampolgársági törvény értelmében elkezdték elvenni minden olyan személy, (köztük Kossuth Lajos és köre) magyar állampolgárságát, akik a törvényben meghatározott 10 év megszakítás nélküli külföldi tartózkodás után sem kértek a Monarchiától külföldi tartózkodási engedélyt.

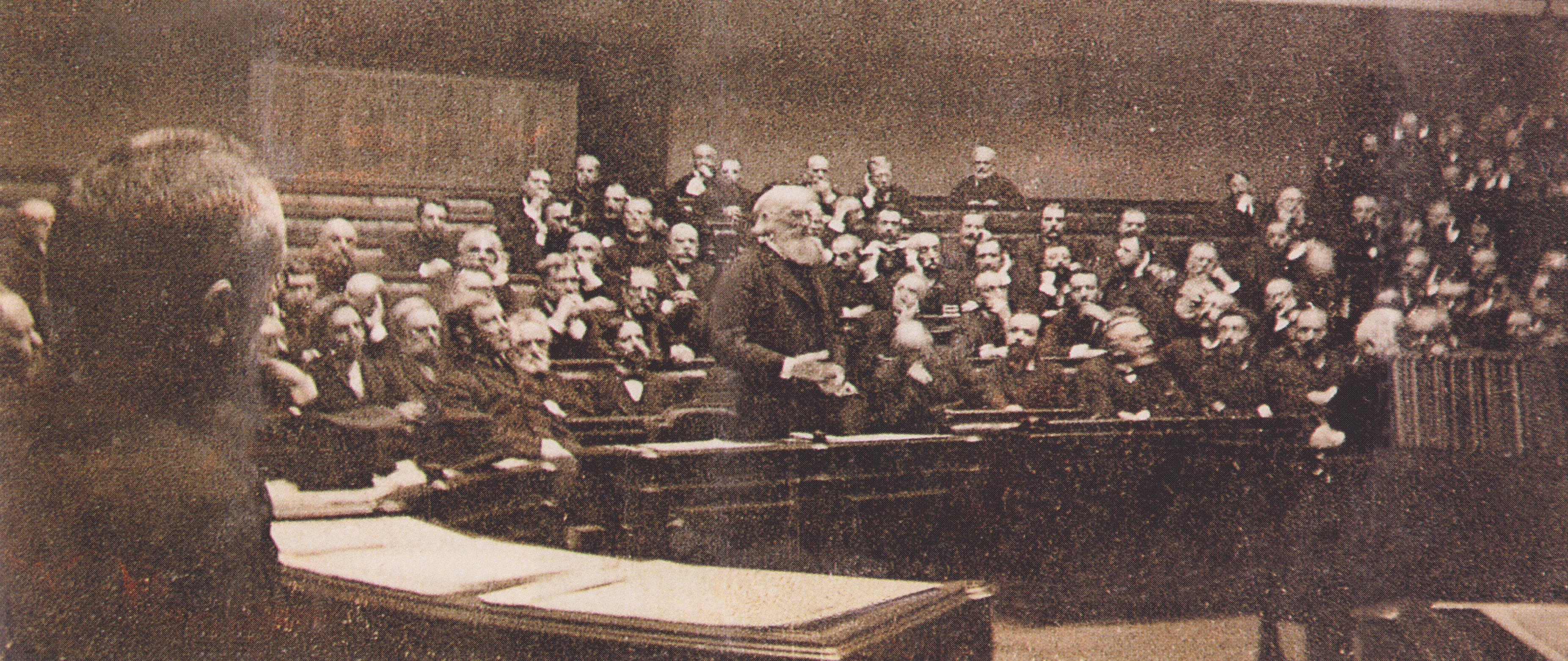
Tisza Kálmán lemond. Mellette Wekerle Sándor

A Kossuth állampolgárságának elvételének hírére 1890 legelején kezdődött tüntetések kiegészülve az egyszerre a párton belül és kívül is kézzel fogható és látványos népszerűségvesztéssel végül oda vezették, hogy 1890. március 15-i hatállyal beadta lemondását. Távozását azért igyekezett úgy beállítani, mintha a bécsi udvar Kossuth-ellenes nyomásgyakorlása (vegyék el tőle is az állampolgárságot) ellen tiltakozna, noha valójában sem őt, sem kabinetjét nem izgatta különösebben a kérdés.
Lemondása után egészen 1901-es visszavonulásáig országgyűlési képviselő, illetve pártja egyik vezető személyisége maradt.
Tisza Kálmán Magyarország második leghosszabb ideig regnáló miniszterelnöke volt, megszakítás nélkül 14 évig és majdnem öt hónapig, avagy 5260 napig ült posztján. Ez idő alatt négy országgyűlési választáson diadalmaskodott és összesen 23 minisztere volt a 11 különböző miniszteri székbe, igaz egy személy gyakran két, de volt, hogy három különböző székben is ült, hol párhuzamban, hol felváltva. Kormányának tagjai közül négyen lettek később hozzá hasonlóan miniszterelnökök: Szapáry Gyula, Wekerle Sándor, Széll Kálmán és Fejérváry Géza.

## A kormány tagjai

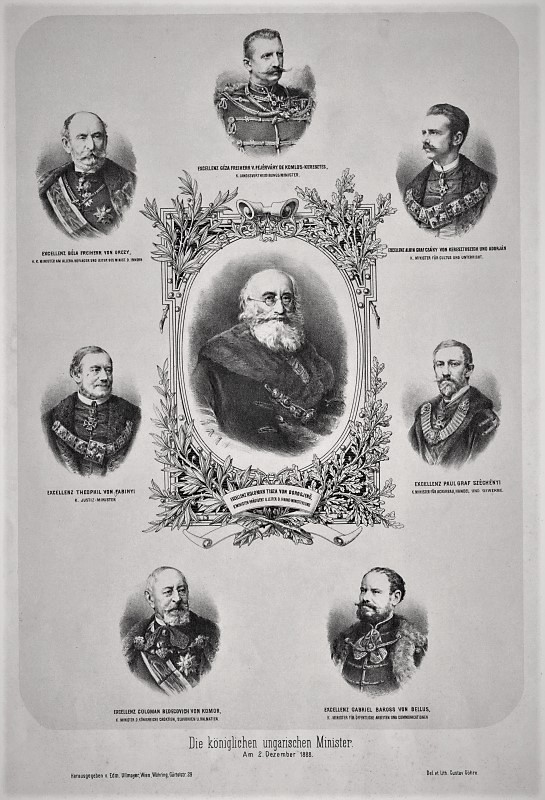
Tisza Kálmán kormánya (1888)

| Név                                                                                                 | hivatal kezdete      | hivatal vége         | párt                  | megjegyzés                                                   |
| Miniszterelnök                                                                                      | Miniszterelnök       | Miniszterelnök       | Miniszterelnök        | Miniszterelnök                                               |
| --------------------------------------------------------------------------------------------------- | -------------------- | -------------------- | --------------------- | ------------------------------------------------------------ |
| Tisza Kálmán                                                                                        | 1875. október 20.    | 1890. március 13.    | Szabadelvű Párt       | 1887. február 11-éig belügyminiszter is                      |
| Belügyminiszter                                                                                     |                      |                      |                       |                                                              |
| Tisza Kálmán                                                                                        | 1875. október 20.    | 1887. február 11.    | Szabadelvű Párt       | miniszterelnök és belügyminiszter                            |
| Orczy Béla                                                                                          | 1887. február 11.    | 1889. március 22.    | Szabadelvű Párt       | király személye körüli miniszterként, ideiglenesen           |
| Baross Gábor                                                                                        | 1889. március 22.    | 1889. június 16.     | Szabadelvű Párt       | kereskedelmi miniszterként, ideiglenesen                     |
| Teleki Géza                                                                                         | 1889. június 16.     | 1890. március 15.    | Szabadelvű Párt       |                                                              |
| Pénzügyminiszter                                                                                    |                      |                      |                       |                                                              |
| Széll Kálmán                                                                                        | 1875. március 2.     | 1878. október 11.    | Szabadelvű Párt       | 1878. október 3–11. között ideiglenesen                      |
| Tisza Kálmán                                                                                        | 1878. október 11.    | 1878. december 5.    | Szabadelvű Párt       | miniszterelnökként, ideiglenesen                             |
| Szapáry Gyula                                                                                       | 1878. december 5.    | 1887. február 11.    | Szabadelvű Párt       |                                                              |
| Tisza Kálmán                                                                                        | 1887. február 11.    | 1889. április 9.     | Szabadelvű Párt       | miniszterelnökként, ideiglenesen                             |
| Wekerle Sándor                                                                                      | 1889. április 9.     | 1890. március 15.    | Szabadelvű Párt       |                                                              |
| Igazságügy-miniszter                                                                                |                      |                      |                       |                                                              |
| Perczel Béla                                                                                        | 1875. március 2.     | 1878. június 30.     | Szabadelvű Párt       |                                                              |
| Pauler Tivadar                                                                                      | 1878. június 30.     | 1886. április 30.    | Szabadelvű Párt       |                                                              |
| Fabiny Teofil                                                                                       | 1886. május 15.      | 1889. április 9.     | Szabadelvű Párt       |                                                              |
| Szilágyi Dezső                                                                                      | 1889. április 9.     | 1895. január 15.     | Szabadelvű Párt       |                                                              |
| Honvédelmi miniszter                                                                                |                      |                      |                       |                                                              |
| Szende Béla                                                                                         | 1875. október 20.    | 1882. augusztus 18.  | pártonkívüli          | váratlanul elhunyt                                           |
| Ifj. Ráday Gedeon                                                                                   | 1882. augusztus 18.  | 1883. december 26.   | Szabadelvű Párt       | szintén váratlanul elhunyt                                   |
| Orczy Béla                                                                                          | 1883. december 26.   | 1884. október 28.    | Szabadelvű Párt       | király személye körüli miniszterként, ideiglenesen           |
| Fejérváry Géza                                                                                      | 1884. október 28.    | 1890. március 15.    | pártonkívüli          |                                                              |
| A király személye körüli miniszter                                                                  |                      |                      |                       |                                                              |
| Wenckheim Béla                                                                                      | 1875. október 20.    | 1879. július 7.      | Szabadelvű Párt       |                                                              |
| Tisza Kálmán                                                                                        | 1879. július 11.     | 1879. szeptember 25. | Szabadelvű Párt       | miniszterelnökként, ideiglenesen                             |
| Orczy Béla                                                                                          | 1879. szeptember 25. | 1890. március 15.    | Szabadelvű Párt       |                                                              |
| Földmívelés-, ipar-, és kereskedelemügyi miniszter (1889. június 15-én kettévált, alább)            |                      |                      |                       |                                                              |
| Simonyi Lajos                                                                                       | 1875. október 20.    | 1876. augusztus 21.  | Szabadelvű Párt       |                                                              |
| Trefort Ágoston                                                                                     | 1876. augusztus 21.  | 1878. december 4.    | Szabadelvű Párt       | vallás- és közoktatásügyi miniszterként, ideiglenesen        |
| Kemény Gábor                                                                                        | 1878. december 4.    | 1882. október 12.    | Szabadelvű Párt       |                                                              |
| Széchenyi Pál                                                                                       | 1882. október 12.    | 1889. április 8.     | Szabadelvű Párt       |                                                              |
| Szapáry Gyula                                                                                       | 1889. április 8.     | 1889. június 15.     | Szabadelvű Párt       |                                                              |
| Földmívelésügyi miniszter (1889. június 15-étől)                                                    |                      |                      |                       |                                                              |
| Szapáry Gyula                                                                                       | 1889. június 15.     | 1890. március 15.    | Szabadelvű Párt       |                                                              |
| Kereskedelemügyi miniszter (1889. június 15-étől)                                                   |                      |                      |                       |                                                              |
| Baross Gábor                                                                                        | 1889. június 15.     | 1890. március 15.    | Szabadelvű Párt       |                                                              |
| Közmunka- és közlekedésügyi miniszter (1889. június 15-én az új Kereskedelmi Minisztériumba olvadt) |                      |                      |                       |                                                              |
| Péchy Tamás                                                                                         | 1875. október 20.    | 1880. április 14.    | Szabadelvű Párt       |                                                              |
| Szapáry Gyula                                                                                       | 1880. április 14.    | 1880. április 24.    | Szabadelvű Párt       | ideiglenesen                                                 |
| Ordódy Pál                                                                                          | 1880. április 24.    | 1882. augusztus 9.   | Szabadelvű Párt       |                                                              |
| Kemény Gábor                                                                                        | 1882. augusztus 9.   | 1886. szeptember 19. | Szabadelvű Párt       |                                                              |
| Orczy Béla                                                                                          | 1886. szeptember 19. | 1886. december 29.   | Szabadelvű Párt       | király személye körüli miniszterként, ideiglenesen           |
| Baross Gábor                                                                                        | 1886. december 29.   | 1889. június 15.     | Szabadelvű Párt       |                                                              |
| Vallás- és közoktatásügyi miniszter                                                                 |                      |                      |                       |                                                              |
| Trefort Ágoston                                                                                     | 1875. október 20.    | 1888. augusztus 22.  | Szabadelvű Párt       |                                                              |
| Baross Gábor                                                                                        | 1888. augusztus 23.  | 1888. szeptember 22. | Szabadelvű Párt       | közmunkaügyi miniszterként, ideiglenesen                     |
| Csáky Albin                                                                                         | 1888. szeptember 22. | 1890. március 15.    | Szabadelvű Párt       |                                                              |
| Horvát-szlavón-dalmát tárca nélküli miniszter                                                       |                      |                      |                       |                                                              |
| Pejacsevich Péter                                                                                   | 1875. október 20.    | 1876. február 25.    | ?                     | (Petar Pejačević)                                            |
| Bedekovich Kálmán                                                                                   | 1876. február 25.    | 1889. augusztus 10.  | Horvát Unionista Párt | (Koloman Bedeković) halála miatt két hétig üres volt a poszt |
| Josipovich Imre                                                                                     | 1889. augusztus 23.  | 1890. március 15.    | Horvát Unionista Párt | (Emerik Josipović)                                           |